# Gustav Helland
Gustav Helland (* 29. Dezember 1879 in Telemark; † 29. September 1958 in Stavanger) war ein norwegischer Architekt.

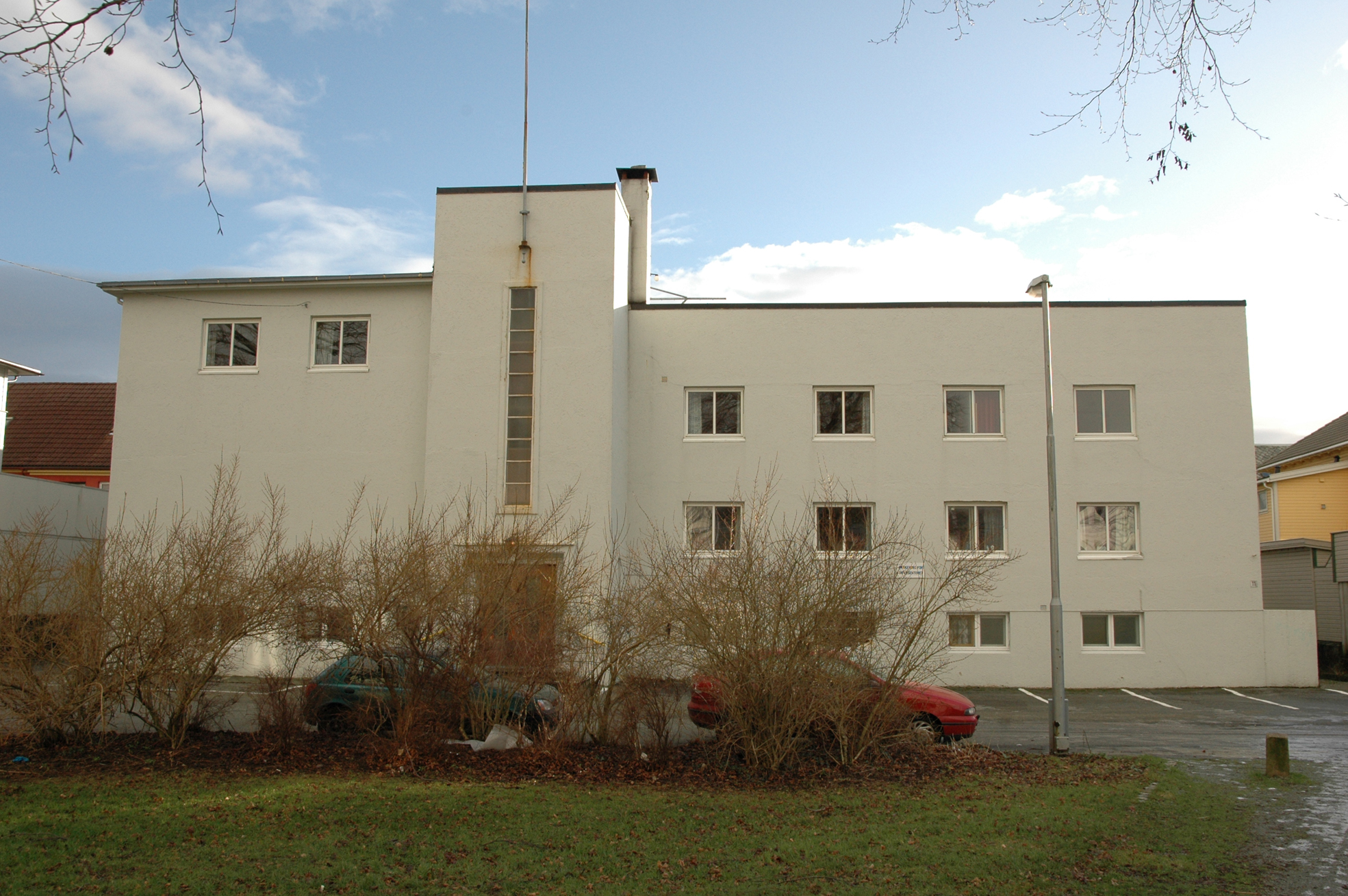
Stavanger Døvesenter,
erbaut 1936

## Leben
Seine Ausbildung erhielt er am Technikum in Strelitz und an der Technischen Hochschule in Dresden. 
Er arbeitete 12 Jahre in Deutschland, bevor er bei Ausbruch des Ersten Weltkrieges nach Stavanger in Norwegen zurückkehrte. Er entwarf zahlreiche öffentliche und private Gebäude.
In den 1930er Jahren gehörte er zu den Anhängern der funktionalistischen Architektur.

## Werke
- 1905, Kirche in Sola
- 1924, Methodistische Kirche Stavanger
- 1931, Nye Sauda Folkets Hus (Neues Sauda Volkshaus) in Sauda[1]
- 1936, Døvekirke (Gemeindezentrum für Taubstumme) in Stavanger
- 1938–1941, Rathaus- und Kinogebäude in Sandnes[2]
- 1961, Lysekapell (nach Zeichnungen von Gustav Helland und Endre Årreberg) in Lysebotn am Lysefjord